# 横浜市立四季の森小学校
横浜市立四季の森小学校（よこはましりつ しきのもりしょうがっこう）は、神奈川県横浜市旭区上白根町にある公立小学校。

## 沿革
出典
- 1970年（昭和45年）4月 - 横浜市立白根小学校大池分校として開校。
- 1971年（昭和46年）4月 - 横浜市立大池小学校となる。
- 1976年（昭和51年）4月 - 横浜市立ひかりが丘小学校が大池小学校より分離新設[4]｡
- 2009年（平成21年） - 「大池小・ひかりが丘小」小規模校再編検討委員会設置。
- 2010年（平成22年）11月 - 再編に関する意見書を教育委員会に提出。
- 2011年（平成23年）
  - 3月 - 大池小学校と、ひかりが丘小学校が、それぞれ閉校。
  - 4月 - 両校を統合して近隣の四季の森公園に因んで命名し、横浜市立四季の森小学校開校。
- 2012年（平成24年）11月 - 校歌・校章制定。

## 通学区域
出典
- 上白根町
  - 717番地 - 982番地
  - 1139番地 - 1447番地

## 進学先中学校
出典
- 横浜市立上白根北中学校

## アクセス
- 相鉄バス「旭11」・「旭13」・「旭15」・「旭37」の各系統で、「四季の森小学校前」バス停下車。

## 周辺
- 市営ひかりが丘住宅
  - ひかりが丘住宅中央集会所
- 白根大池公園
- 横浜市立上白根北中学校
- 旭児童ホーム
- 学校法人愛育学園四季の森幼稚園 - 進学前幼稚園のひとつ
- 県立四季の森公園
- よこはま動物園ズーラシア